# تومبا سینگ
تومبا سینگ (انگلیسی: Tomba Singh؛ زادهٔ ۳ آوریل ۱۹۸۲) بازیکن سابق و مربی فوتبال اهل هند است.
از باشگاه‌هایی که در آن بازی کرده است می‌توان به باشگاه ورزشی موهون باگان، باشگاه فوتبال بنگال شرقی، باشگاه فوتبال سالگائوکار، و باشگاه فوتبال چرچیل برادرز اشاره کرد.
وی همچنین در تیم‌های ملی فوتبال زیر ۲۳ سال هند و هند بازی کرده است.